# Jorge de Esteban
Jorge de Esteban Alonso (Madrid, 27 de marzo de 1938-Madrid, 14 de mayo de 2024) fue un jurista español que se destacó como diplomático y catedrático de Derecho Constitucional.

## Biografía
Tras cursar los estudios de bachillerato en el Instituto Ramiro de Maeztu, se licencia en derecho y en ciencias políticas por la Universidad Complutense de Madrid. En 1967 obtiene en la misma el título de Doctor en Derecho, con Premio Extraordinario, completando sus estudios en la Universidad de la Sorbona de París, en donde consigue el título de doctor en Derecho Constitucional y Ciencia Política en la Facultad de Derecho, precisamente durante los sucesos de mayo y junio de 1968. Al mismo tiempo realizó también el III Ciclo de Ciencia Política en el Instituto de Estudios Políticos de París.
En 1972 obtiene por oposición la plaza de profesor agregado de Derecho Político de la Universidad Complutense y en 1980 obtiene la cátedra de Derecho Constitucional en la misma Facultad. Desde 1987 hasta el año 2005 fue director del Departamento de Derecho Constitucional de esa facultad. Fue asimismo profesor visitante en las universidades de Míchigan, California (Berkeley) y Harvard. Ha sido presidente de la Asociación Española de Derecho Constitucional y ha ejercido los siguientes cargos: subdirector del Centro de Estudios Políticos y Constitucionales, Vicedecano de la Facultad de Derecho de la Universidad Complutense y miembro de la Junta Electoral Central, 1977-1983. Además realizó la laudatio en los Doctorados Honoris Causa de dos personalidades mundiales: Sandro Pertini y Nelson Mandela.
En 1989 participó en la fundación del diario El Mundo en tanto que miembro de su consejo editorial. En el año 2005 fue nombrado presidente del grupo mediático Unidad Editorial-El Mundo, hasta el año 2007, y desde esa fecha es presidente del consejo editorial del mismo periódico. A lo largo de su vida académica y profesional ha tenido la oportunidad de participar, de una forma u otra, en la gestación de tres fechas decisivas de la reciente Historia de España: En la Transición 1973-1976,  en el Proceso constituyente de 1977-1978 y en la entrada de España en la Comunidad Europea 1984-1985.
Por otro lado, el Gobierno de Felipe González le nombró en 1983 embajador de España en Italia, reorganizando durante los años en que estuvo en ese cargo las instituciones culturales españolas y, principalmente, la Academia de España en Roma. También hay que señalar que ha sido colaborador de tres periódicos: Informaciones, El País y Diario 16, así como miembro de las revistas Cuadernos para el Diálogo y Presencia, hoy ya desaparecidas, además de una docena de revistas científicas.

## Premios, honores y condecoraciones
- Premio Ruedo Ibérico de 1974, concedido por la Editorial Ruedo Ibérico, por el trabajo Las fuerzas políticas en España: mito y realidad, elaborado en colaboración con el profesor Jean Meynaud y con la asistencia de J.M. Elizalde y L. López Guerra, París 1974. Este trabajo no se publicó finalmente por el fallecimiento del profesor Meynaud y por diversas circunstancias ajenas a los autores.[10]

- Gran Cruz del Mérito Militar, con distintivo blanco, 1983.

- Cavaliere Ufficiale dell´Ordine al Merito della Repubblica Italiana, 1987.

- Premio Targa Europa, concedido por su "contribución diplomática en favor de la Unificación Europea", Roma 1985.[11]

- Premio Campidoglio, concedido por su "meritoria labor diplomática", Roma 1986.[12]

- Premio Foyer des Artistes, concedido por su "destacada mejora de las relaciones culturales entre España e Italia", Roma 1986.[13]

- Premio Chiancciano Terme concedido por sus "relevantes méritos culturales", Roma 1987.[14]

- Premio Torreón por un artículo publicado en El Mundo, 2005.

- Elegido anualmente entre los 25 juristas más influyentes de España, en el suplemento del Diario El Mundo "Los 500 españoles más influyentes", desde el año 2005 hasta el año 2014.

- XX Premio FIES 2008 de periodismo.

- Miembro del Jurado del Premio Príncipe-Princesa de Asturias en la sección de Cooperación Internacional, desde el año 2006 hasta el año 2014.

- Homenaje como antiguo alumno del Instituto Nacional "Ramiro de Maeztu" en un acto académico celebrado el día 28 de enero de 2016.

- Con motivo de su jubilación en la Universidad, un grupo de discípulos y colegas le ofrecieron el siguiente Libro-Homenaje: Constitución y Desarrollo Político. Estudios en Homenaje al Profesor Jorge de Esteban, Editorial Tirant lo Blanch, Valencia, 2013, 1759 págs.
- Miembro del Consejo Asesor para la conmemoración del 40 Aniversario de la Constitución.

- Medalla de las Cortes Generales concedida con motivo de los actos organizados por el 40 aniversario de la Constitución.

## Obras
Además de participar en veinticinco libros colectivos, prologar otros y ser autor de numerosos artículos científicos y periodísticos, ha publicado los siguientes libros (individuales o bajo su dirección):
1. Desarrollo político y Constitución española, Ariel, Barcelona, 1973, 595 págs. (Agotado).
2. Por una comunicación democrática, Fernando Torres Editor, Valencia, 1976, 142 págs. (Agotado).
3. Esquemas del constitucionalismo español, Servicio de Publicaciones, Facultad de Derecho, Madrid, 1976, 150págs. (Agotado).
4. El proceso electoral, Labor, Barcelona, 1977, 390 págs. (Agotado). 
5. La crisis del Estado franquista, Labor, Barcelona, 1977, 257 págs. (Agotado).
6. Constituciones españolas y extranjeras, dos volúmenes, Taurus, Madrid, varias ediciones, 415 págs. (Agotado).
7. De la dictadura a la democracia, Servicio de Publicaciones, Facultad de Derecho, Madrid, 1979, 505 págs. (Agotado).
8. La Constitución  soviética de 1977, Servicio de Publicaciones, Facultad de Derecho, Madrid, 1978, 265 págs.
9. Las elecciones legislativas del 1 de marzo de 1979, Centro de Investigaciones Sociológicas, Madrid, 686 págs. (Agotado).
10. El régimen constitucional español, Tomo I, Labor, Barcelona, 1980, 362 págs., varias ediciones. (Agotado)
11. Las Constituciones de España, Taurus, Madrid, 1981, varias ediciones.
12. El régimen constitucional español, Tomo II, Labor, Barcelona, 1981, 431 págs. varias ediciones (Agotado). 
13. Los condicionamientos e intensidad de la participación  política, Fundación Juan March, Madrid, 1980, 67 págs. (Agotado). 
14. Los partidos políticos en la España actual, Planeta, Barcelona, 1982, 236 págs.(Agotado).
15. Normas de Derecho Constitucional, Tecnos, Madrid, 1981, 6a edición renovada y puesta al día, 1995, 990 págs.
16. Por la senda constitucional, Ediciones El País, Madrid, 1987, 240 págs. (Agotado).
17. Derecho Constitucional español, Servicio de Publicaciones, Facultad de Derecho, Madrid, 1988, 234 págs.(Agotado).
18. El estado de la Constitución, Ediciones Libertarias-Prodhufi, Madrid, 1992, 490 págs.
19. Curso de Derecho Constitucional español, Tomo I, Servicio de Publicaciones, Facultad de Derecho, Madrid, 1992, 380 págs.
20. Asuntos exteriores (Acotaciones de un constitucionalista y ex Embajador de Italia), Ediciones Libertarias-Prodhufi, Madrid, 1992, 270 págs.
21. Curso de Derecho Constitucional Español, Tomo II, Servicio de Publicaciones de la Facultad de Derecho, Madrid, 1993, 610 págs.
22. Curso de Derecho  Constitucional Español, Tomo III, Servicio de Publicaciones de la Facultad de Derecho, Madrid, 1994, 920 págs.
23. El poder y la noria, Ediciones Libertarias-Prodhufi, Madrid, 1995, 367 págs.
24. La alternancia, Ediciones Libertarias, Madrid, 1997, 400 págs.
25. Las Constituciones de España, 1808-1978,nueva edición aumentada y puesta al día, Centro de Estudios Políticos y Constitucionales, Madrid, 2012, 354 págs.
26. Tratado de Derecho Constitucional, Tomo I, Servicio de Publicaciones, Facultad de Derecho, Madrid, 2001, 362 págs; Tomo II, Madrid, 2004, 610 págs; y Tomo III, Madrid, 2004, 926 págs. 
27. Jaque al Estado, Libertarias, Madrid, 2000, 403 págs.
28. La Constitución Española, Centro de Estudios Políticos y Constitucionales, Madrid, 2001, 105 págs.
29. Diario romano de un Embajador, Volumen I: Los Senderos del Destino, Editorial Libertarias, Madrid, 2003, 500 págs.
30. Constitución española, Edición del ABC, con motivo del 25 aniversario de la Constitución, realizada a partir del texto publicado por el Centro  de Estudios Políticos y Constitucionales del año 2001, con prólogos de Adolfo Suárez y José María Aznar, 151 págs. 
31. Diario  romano de un Embajador, Volumen II: El baile de los aspirantes, Editorial Libertarias, Madrid, 2005, 582 págs. 
32. Diario romano de un Embajador,  Volumen III: El final de la partida, Editorial Libertarias, 2005, 550 págs.
33. Calendario de frases, editorial Huerga&Fierro, Madrid, 2011, 165 págs.
34. El naufragio del Estado Autonómico, Editorial Iustel, Madrid, 2015, 439 págs.